# 10368 Kozuki
10368 Kozuki è un asteroide della fascia principale. Scoperto nel 1995, presenta un'orbita caratterizzata da un semiasse maggiore pari a 2,3921467 UA e da un'eccentricità di 0,1204160, inclinata di 9,96820° rispetto all'eclittica.